# Paralamyctes ginini
Paralamyctes ginini är en mångfotingart som beskrevs av Edgecombe 2004. Paralamyctes ginini ingår i släktet Paralamyctes och familjen fåögonkrypare. Inga underarter finns listade i Catalogue of Life.